# Fältarv
Fältarv (Cerastium arvense) är en växtart i familjen nejlikväxter.